# Кристоф Силни
Кристоф Силни Баварски (на немски: Christoph der Starke von Bayern-München; Christoph der Kämpfer; * 6 януари 1449, Мюнхен; † 15 август 1493, остров Родос) от фамилията Вителсбахи (линията Бавария-Мюнхен), е от 1468 до 1485 г. херцог, съ-регент на херцогство Бавария-Мюнхен.

## Биография
Той е шестият син на херцог Албрехт III (1401 – 1460) и съпругата му Анна (1414 – 1474), дъщеря на херцог Ерих I фон Брауншвайг-Грубенхаген-Айнбек и съпругата му Елизабет фон Брауншвайг-Гьотинген. Братята му са Йохан IV (1437 – 1463), Зигмунд (1439 – 1501), Албрехт IV (1447 – 1508) и Волфганг (1451 – 1514).
На 23 февруари 1471 г. в баня в Мюнхен брат му Албрехт IV го напада и арестува за 19 месеца. По настояване на императора и роднините му той го освобождава на 9 октомври 1472 г. Кристоф трябва да обещае да не си отмъщава.
Херцог Кристоф става през 1476 г. рицар в унгарския двор на служба при крал Матиас Корвин. През 1477 г. той се връща и през 1485 г. отново иска да участва в управлението, но императорът отказва.
През 1493 г. той прави с курфюрст Фридрих III от Саксония поклонение в Светите земи, което описва в поклонническа книга. През 1493 г. Кристоф и курфюрст Фридрих стават в Йерусалим рицари на Рицарския орден от Светия гроб. На връщане той се разболява след къпане в Родос и умира на 8 август 1493 г. Погребан е там в „Св Антон“.